# Lars Emil Johansen
Lars Emil Johansen (Illorsuit, 24 settembre 1946) è un politico groenlandese.
È stato il secondo Primo ministro della Groenlandia dal 1991 al 1997.

## Biografia
Lars Emil Johansen fa parte del partito dell'Avanti e siede nel Landsting fin dalla sua creazione nel 1979. Prima ancora è stato rappresentante della Groenlandia nel Folketing, il Parlamento danese, dal 1973; nel 2001 ha riacquisito questa carica che tuttora detiene.
Nel 1970 Lars Emil Johansen finisce i suoi studi da insegnante e l'anno successivo viene eletto nel Consiglio Nazionale della Groenlandia, l'organo di governo più importante prima della creazione del Landsting.

## Onorificenze
È stato insignito di varie onorificenze: in Danimarca è entrato nell'Ordine della Dannebrog (la bandiera della Danimarca), in Norvegia nell'Ordine Reale Norvegese al Merito e in Groenlandia è stato insignito sia della Nersornaat d'argento sia di quella d'oro.
| Controllo di autorità | VIAF (EN) 6221150567625706370001 · ISNI (EN) 0000 0004 9892 5393 · LCCN (EN) no2017165067 · GND (DE) 1139733877 |